# Rafael Armijos
Rafael Armijos Valdivieso (Loja, 1918 - 1994) fue un coronel y político ecuatoriano, líder histórico del Partido Conservador Ecuatoriano.

## Vida pública
Entre los cargos que ocupó destaca el de Contralor General de Ecuador, que ocupó en dos ocasiones (de 1962 a 1963 y de 1967 a 1968).
Para las elecciones legislativas de 1979 fue elegido diputado nacional por el Partido Conservador Ecuatoriano, del que era secretario general. Una vez iniciado el periodo pactó una alianza con Assad Bucaram, líder del partido populista Concentración de Fuerzas Populares, que le permitió a Bucaram alcanzar la presidencia de la Cámara de Representantes con Armijos como su vicepresidente.
Posteriormente formó parte del llamado Frente de Reconstrucción Nacional, que impulsó la candidatura de León Febres-Cordero Rivadeneyra en las elecciones presidenciales de 1984.